# Видобуток (фільм)
«Видобуток» (англ. Prowl) — фільм режисера Патріка Сіверсена.

## Зміст
Група молодих людей вирішує залишити своє глухе містечко і вирушити ближче до цивілізації за кращим життям. На жаль, їхні плани збуваються зовсім не так, як планувалося. Після поломки машини вони змушені поїхати на фурі автостопом. Усередині трейлера вони з жахом виявляють, що вантажівка везе людські останки. Та вибратися вони не можуть і виявляються на занедбаному заводі у ролі корму для голодних зомбі.

## Ролі
- Кортні Хоуп — Ембе
- Рута Гедмінтас — Сьюзі
- Джошуа Боуман — Пітер
- Пердіта Вікс — Фіона
- Джемі Блеклі — Рей
- Саксон Трейнор — Вероніка
- Брюс Пейн — Бернард
- Олівер Хоуз — Ерік
- Атанас Сребрев — Макс
- Майкл Джонсон — Кейт